# Damjan Siskovszki
Damjan Siskovszki (macedónul: Дамјан Шишковски; Szkopje, 1995. március 18. –) macedón válogatott labdarúgó, a Dóxa játékosa.

## Pályafutása

### Klubcsapatokban
A Rabotnicski korosztályos csapatában nevelkedett, majd itt is lett profi labdarúgó. 2015 januárjában félévre kölcsönbe került a belga KAA Gent csapatához. 2018 és 2019 között megfordult a finn Lahti és a RoPS csapataiban, majd visszatért a Rabotnicskihez. 2020. július 10-én a ciprusi Dóxa szerződtette.

### A válogatottban
Többszörös korosztályos válogatott és részt vett a 2017-es U21-es Európa-bajnokságon. 2016 októberében kapott először lehetőséget a kispadon a felnőtt válogatottban. 2020. szeptember 5-én mutatkozott be Örményország elleni UEFA Nemzetek Ligája mérkőzésen. 2021 májusában bekerült az Európa-bajnokságra utazó keretbe.

## Statisztika

### Klub
2023. május 23-i állapotnak megfelelően.
| Klub               | Szezon   | Bajnokság            | Bajnokság | Bajnokság | Kupa  | Kupa  | Nemzetközi | Nemzetközi | Egyéb | Egyéb | Összesen | Összesen |
| Klub               | Szezon   | Bajnokság            | Mérk.     | Gólok     | Mérk. | Gólok | Mérk.      | Gólok      | Mérk. | Gólok | Mérk.    | Gólok    |
| ------------------ | -------- | -------------------- | --------- | --------- | ----- | ----- | ---------- | ---------- | ----- | ----- | -------- | -------- |
| Rabotnicski        | 2010–11  | Macedón First League | 1         | 0         | 0     | 0     | —          | —          | —     | —     | 1        | 0        |
| Rabotnicski        | 2011–12  | Macedón First League | 5         | 0         | 2     | 0     | 1          | 0          | —     | —     | 8        | 0        |
| Rabotnicski        | 2012–13  | Macedón First League | 11        | 0         | 0     | 0     | —          | —          | —     | —     | 11       | 0        |
| Rabotnicski        | 2013–14  | Macedón First League | 1         | 0         | 0     | 0     | —          | —          | —     | —     | 1        | 0        |
| Rabotnicski        | 2014–15  | Macedón First League | 10        | 0         | 0     | 0     | 2          | 0          | —     | —     | 12       | 0        |
| Rabotnicski        | 2015–16  | Macedón First League | 15        | 0         | 5     | 0     | 1          | 0          | 1     | 0     | 22       | 0        |
| Rabotnicski        | 2016–17  | Macedón First League | 23        | 0         | 0     | 0     | 2          | 0          | —     | —     | 25       | 0        |
| Rabotnicski        | 2017–18  | Macedón First League | 9         | 0         | 0     | 0     | 4          | 0          | —     | —     | 13       | 0        |
| Rabotnicski        | Összesen | Összesen             | 75        | 0         | 7     | 0     | 10         | 0          | 1     | 0     | 93       | 0        |
| KAA Gent (kölcsön) | 2014–15  | First Division A     | 0         | 0         | 0     | 0     | —          | —          | —     | —     | 0        | 0        |
| KAA Gent (kölcsön) | Összesen | Összesen             | 0         | 0         | 0     | 0     | 0          | 0          | 0     | 0     | 0        | 0        |
| Lahti              | 2018     | Veikkausliiga        | 15        | 0         | 4     | 0     | 1          | 0          | —     | —     | 20       | 0        |
| Lahti              | Összesen | Összesen             | 15        | 0         | 4     | 0     | 1          | 0          | 0     | 0     | 20       | 0        |
| RoPS               | 2019     | Veikkausliiga        | 5         | 0         | 6     | 0     | 0          | 0          | —     | —     | 11       | 0        |
| RoPS               | Összesen | Összesen             | 5         | 0         | 6     | 0     | 0          | 0          | 0     | 0     | 11       | 0        |
| Rabotnicski        | 2019–20  | Macedón First League | 23        | 0         | 0     | 0     | —          | —          | —     | —     | 23       | 0        |
| Rabotnicski        | Összesen | Összesen             | 23        | 0         | 0     | 0     | 0          | 0          | 0     | 0     | 23       | 0        |
| Dóxa               | 2020–21  | Cyta Championship    | 35        | 0         | 0     | 0     | —          | —          | —     | —     | 35       | 0        |
| Dóxa               | 2021–22  | Cyta Championship    | 30        | 0         | 0     | 0     | —          | —          | —     | —     | 30       | 0        |
| Dóxa               | 2022–23  | Cyta Championship    | 39        | 0         | 0     | 0     | —          | —          | —     | —     | 39       | 0        |
| Dóxa               | Összesen | Összesen             | 104       | 0         | 0     | 0     | 0          | 0          | 0     | 0     | 104      | 0        |
| Összesen           | Összesen | Összesen             | 222       | 0         | 17    | 0     | 11         | 0          | 1     | 0     | 251      | 0        |

### Válogatott
2023. március 27-i állapotnak megfelelően.
| Macedónia | Macedónia       | Macedónia |
| Év        | Pályára lépések | Gólok     |
| --------- | --------------- | --------- |
| 2016      | 0               | 0         |
| 2017      | 0               | 0         |
| 2018      | 0               | 0         |
| 2019      | 0               | 0         |
| 2020      | 6               | 0         |
| 2021      | 0               | 0         |
| 2022      | 2               | 0         |
| 2023      | 1               | 0         |
| Összesen  | 9               | 0         |

## Sikerei, díjai
- Rabotnicski
  - Macedón bajnok: 2013–14
  - Macedón kupa: 2013–14, 2014–15